# Anguloa cliftonii
Anguloa cliftonii är en orkidéart som beskrevs av Mark A. Farmer. Anguloa cliftonii ingår i släktet Anguloa och familjen orkidéer.
Artens utbredningsområde är Colombia. Inga underarter finns listade i Catalogue of Life.

## Bildgalleri

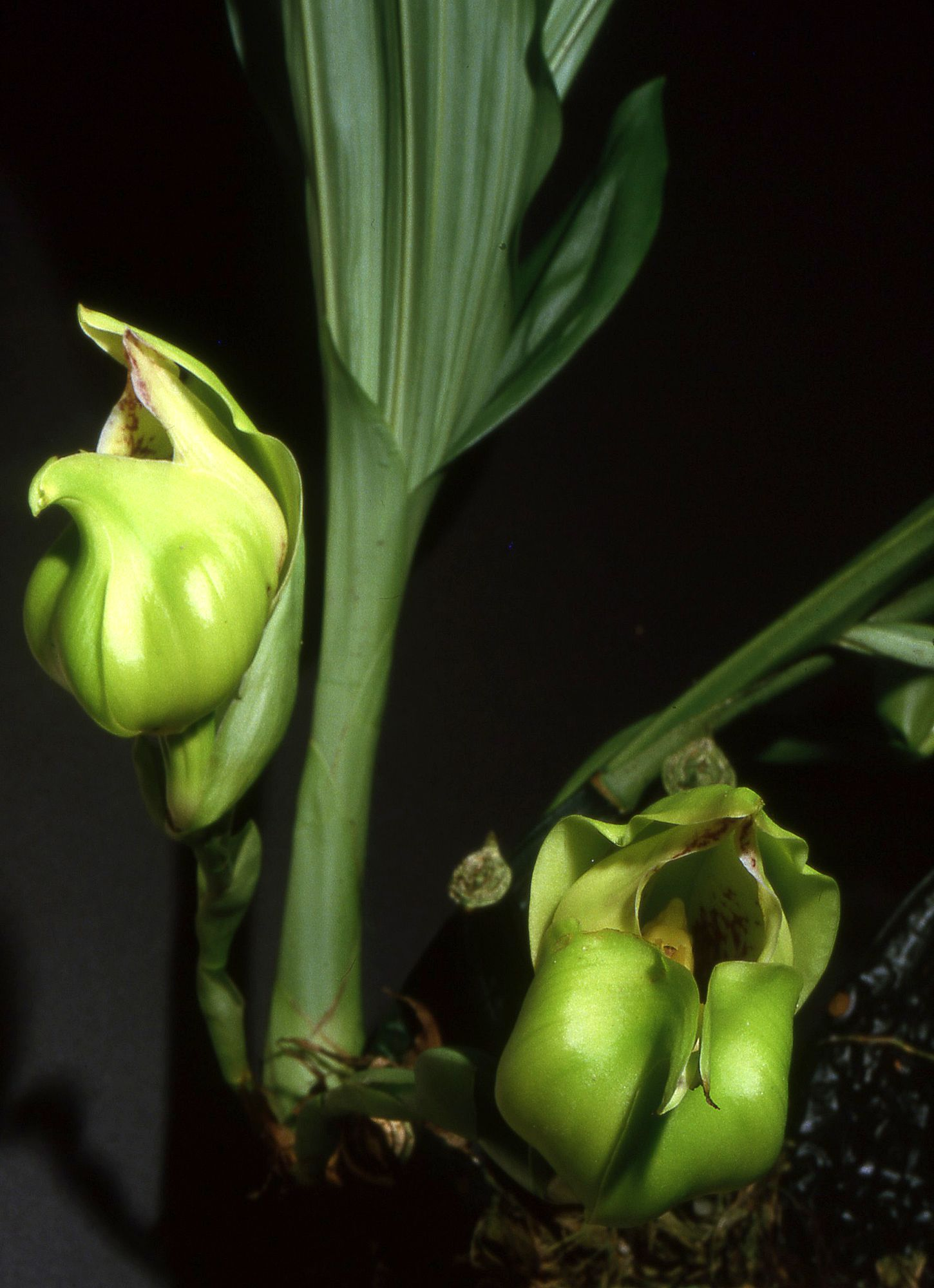
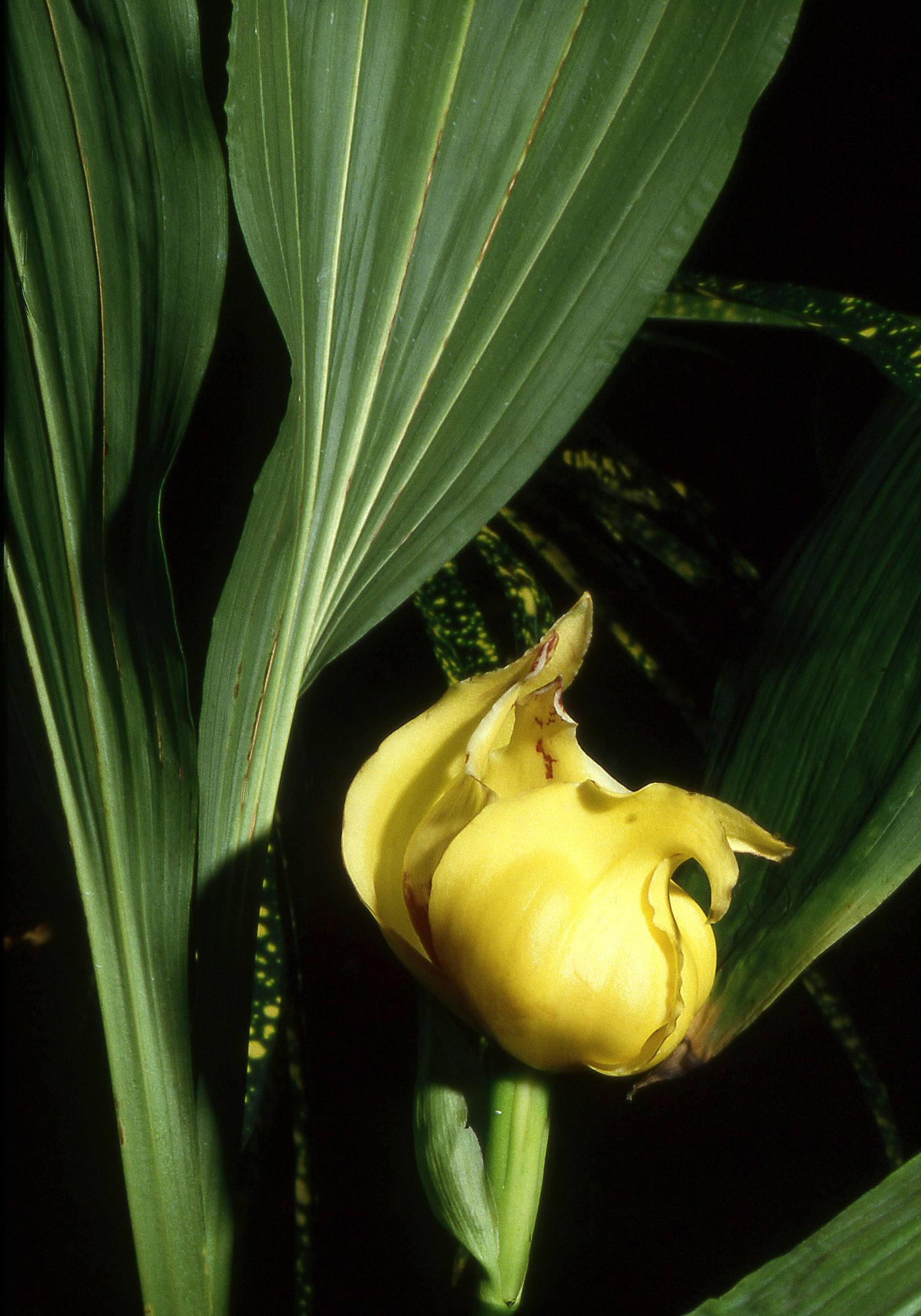
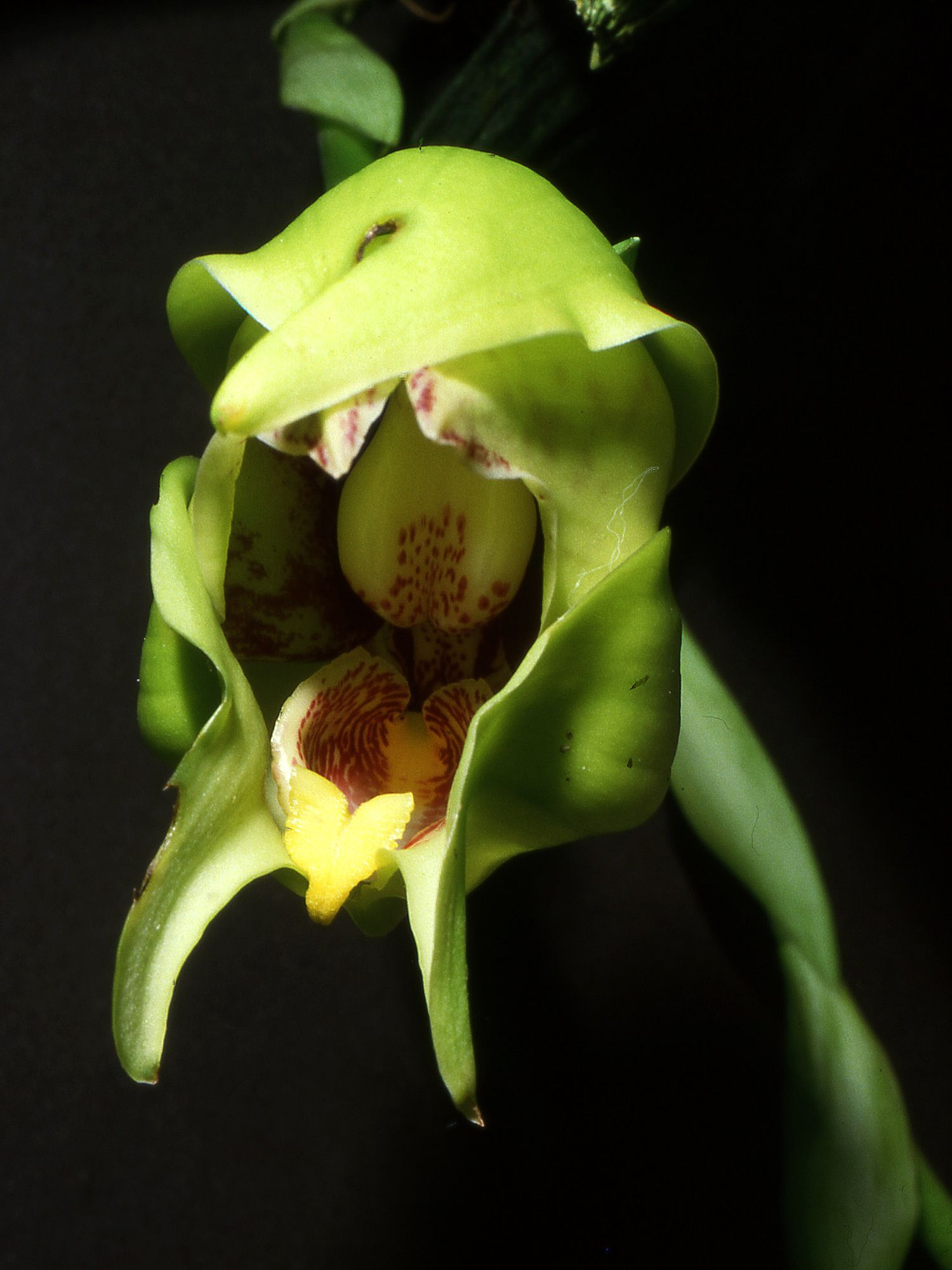
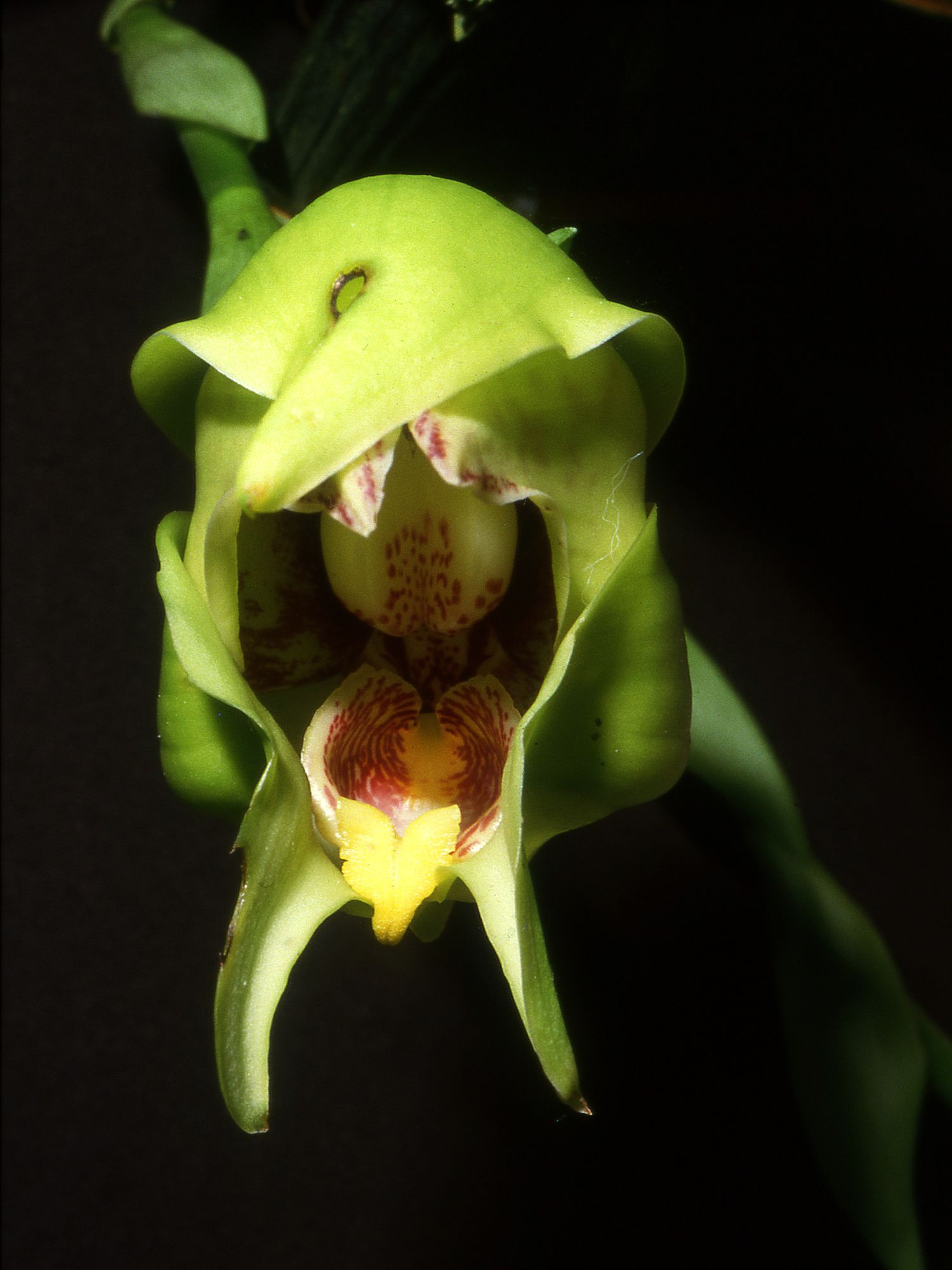
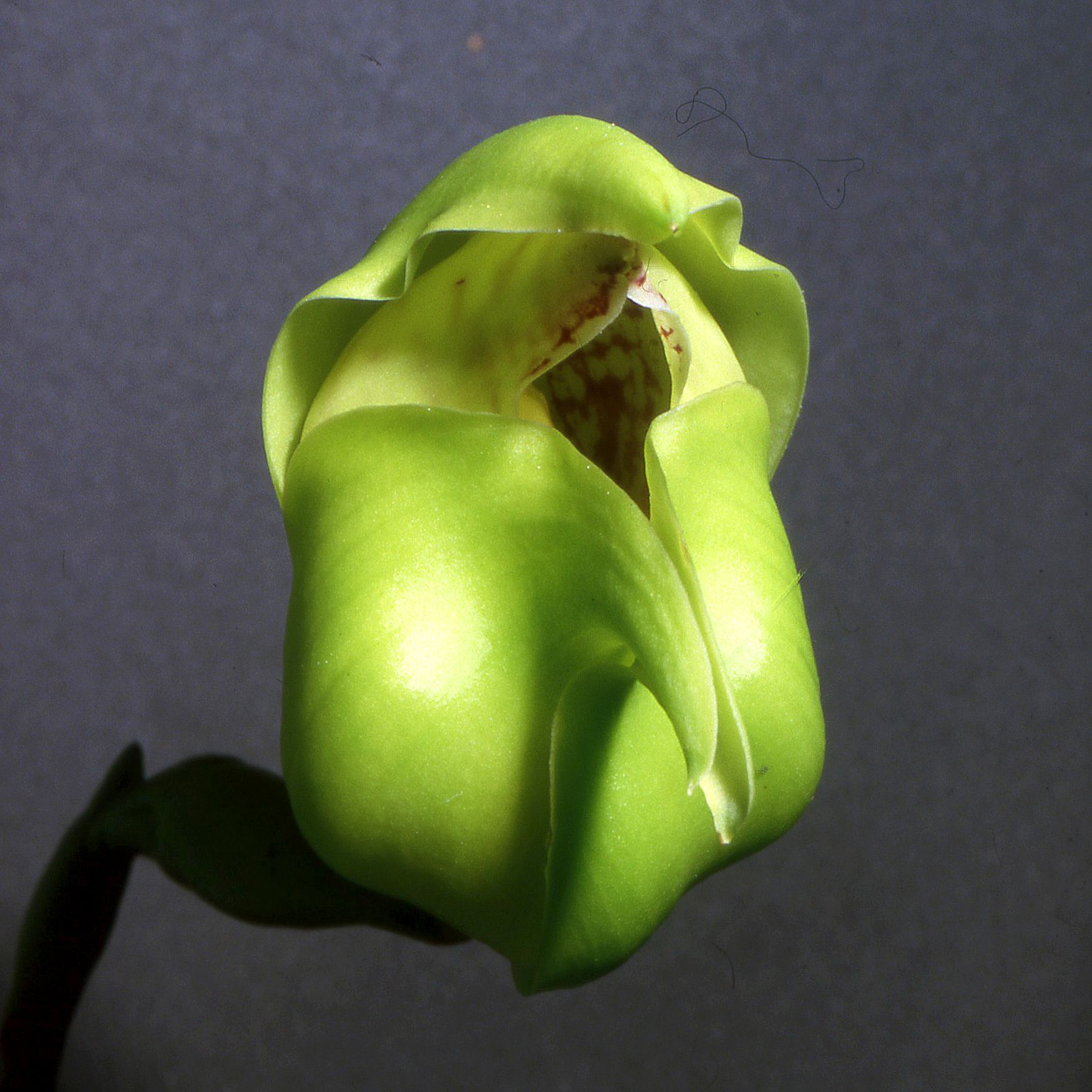
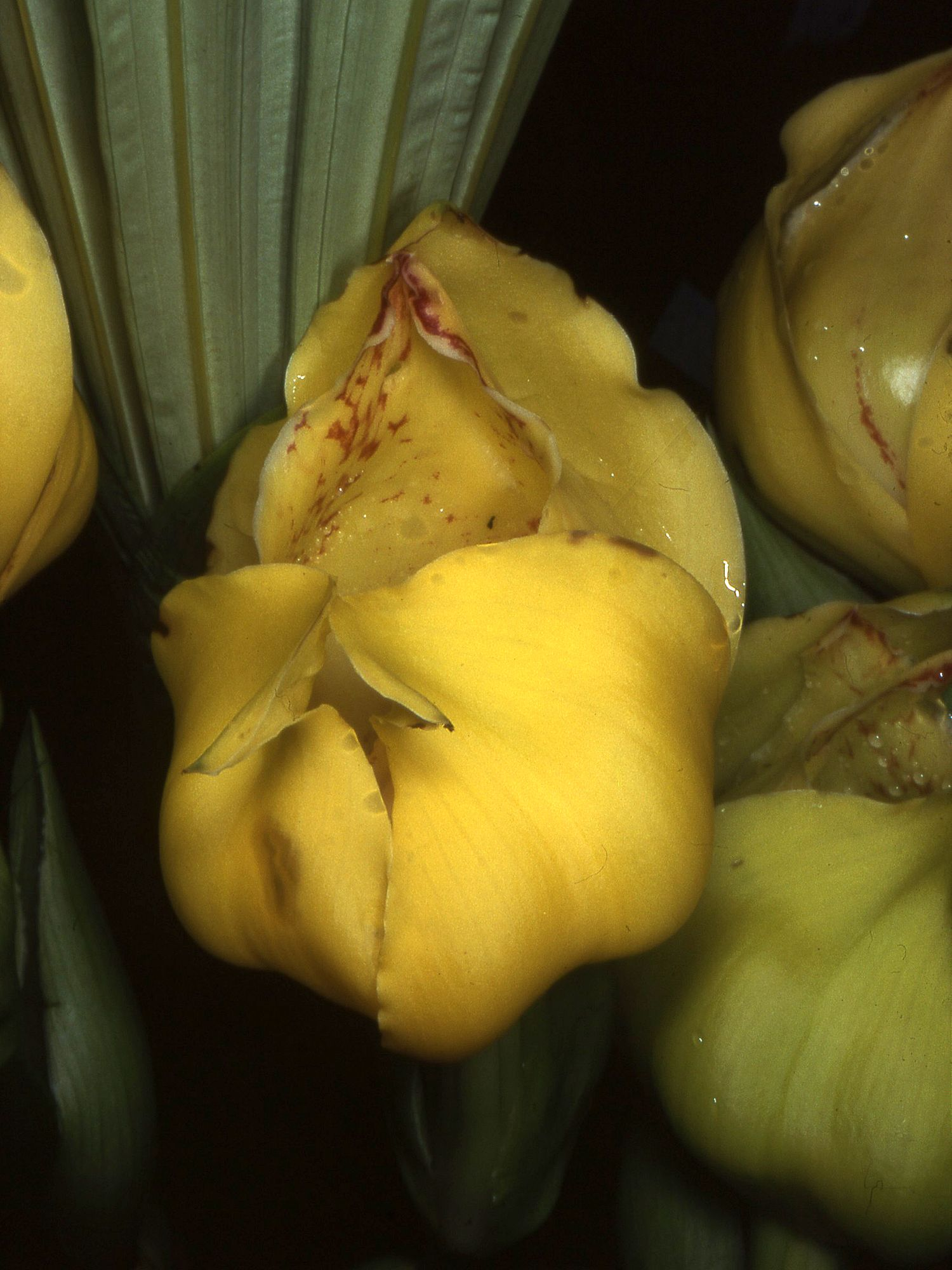